# Ochropleura rufescens
Ochropleura rufescens är en fjärilsart som beskrevs av Barend J. Lempke 1962. Ochropleura rufescens ingår i släktet Ochropleura och familjen nattflyn. Inga underarter finns listade i Catalogue of Life.